# USA:s folkräkning 1950
USA:s folkräkning 1950 (engelska: 1950 United States census) var den sjuttonde folkräkningen i USA:s historia. Folkräkningen registrerade 151 325 798 invånare.